# Glenfiddich

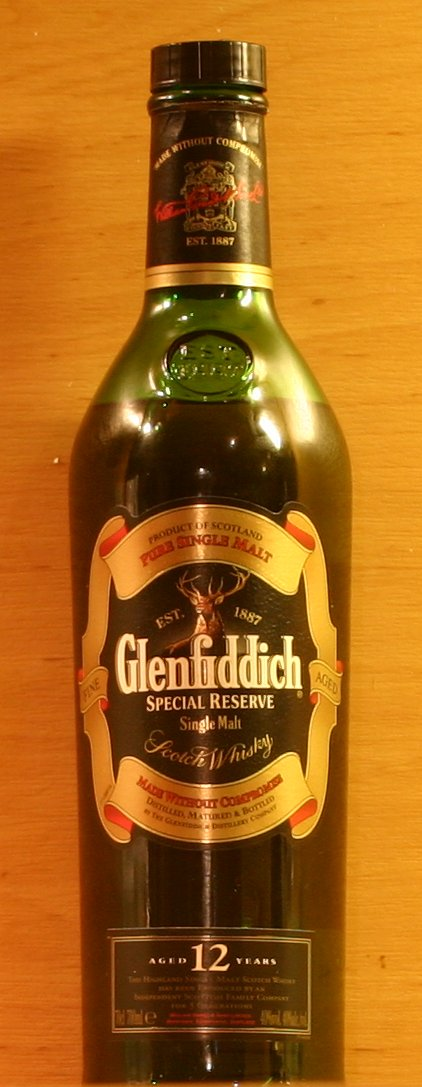
Glenfiddich Special Reserve 12 Years

A Glenfiddich egy malátawhisky-márka a Speyside whiskyrégióból, a William Grant and Sons tulajdonában van.

## Történelem
A skóciai Dufftownban található lepárlót 1876-ban építette William Grant, 1887 karácsonyán kezdett termelni.
1963-ban elsőként kezdett exportálni  külföldre malátawhiskyt, amit addig csak a kevert whiskyk hozzávalójaként használtak fel.
A nemzetközi jelenlétet erősítette, hogy a duty-free piac fontosságát idejekorán felismerték és hirdetésekkel jelentek meg. Így az 1960-as, ’70-es évek nehézségeit sikerült átvészelni – míg sok lepárlót felvásároltak a nagyobb italgyártók, vagy csődbe mentek – a Glenfiddich családi tulajdonban maradt.
Ma már csak néhány lepárló maradt családi tulajdonban Skóciában.
Éves szinten 9 millió literrel a világ legnagyobb mennyiségben eladott maláta whiskyje.

## Whiskyk
A Glenfiddich 12, 15, 18, 21 és 30 éves whiskyket palackoz.
A ritkaságok között megtalálhatóak a 40 és 50 éves whiskyjei is, valamint a 64 éves Glenfiddich 1937 is (a palackozás után már nem érik tovább a whisky).

## Termelés
A highlandi whiskyk között egyedüliként párolják le, érlelik és palackozzák ugyanabban az üzemben
A lepárló - a skót üzemek között egyedüliként - csak ugyanabból a forrásból származó vizet használja fel a teljes gyártási folyamat során. Ez a Robbie Dhu forrás.
A párlatokat használt bourbonös hordókban érlelik, utóérlelése történhet rumos, sherrys hordókban is.
A Glenfiddich 1957-től háromszög alakú palackban hozza forgalomba a whiskyjeit.